# Killian Sardella
Killian Sardella (ur. 2 maja 2002 w Duffel) – belgijski piłkarz włoskiego i kongijskiego pochodzenia grający na pozycji prawego obrońcy w klubie RSC Anderlecht.

## Kariera juniorska
Sardella grał jako junior w KVK Wemmel (2007–2008), RWDM Brussels FC (2008–2011) i RSC Anderlecht (2011–2019).

## Kariera seniorska

### RSC Anderlecht
Sardella zadebiutował w pierwszej drużynie RSC Anderlecht 9 sierpnia 2019 w meczu z KV Mechelen (0:0). Pierwszą bramkę zdobył 30 marca 2024 w wygranym 1:0 spotkaniu przeciwko Royal Antwerp FC. W sezonach 2021/2022 i 2023/2024 zajął z nimi 3. miejsce w lidze. W sezonach 2021/2022 i 2024/2025 dotarł z nimi do finału Pucharu Belgii, w obu przypadkach RSC Anderlecht poniósł porażkę.

### RSCA Futures
Sardella zadebiutował w RSCA Futures (młodzieżowej drużynie RSC Anderlecht grającej w Eerste klasse B) 2 października 2022 w wygranym 3:1 spotkaniu przeciwko rezerwom Standardu Liège. 7 października 2022 w starciu z RE Virton (3:1) strzelił dwie bramki. Ostatni występ w RSCA Futures Sardella zaliczył 16 października 2022 w meczu z młodzieżową drużyną KRC Genk (3:2).

## Kariera reprezentacyjna

### Młodzieżowe reprezentacje Belgii
Sardella w 2017 zaliczył 5 występów w reprezentacji Belgii U-15. W tym samym roku czterokrotnie zagrał dla kadry Belgii U-16. W latach 2017–2019 rozegrał 22 mecze w reprezentacji Belgii U-17. W 2018 pojechał z nimi na Mistrzostwa Europy. Wystąpił na nich tylko w spotkaniu z Danią (1:0). W 2019 powołany został na kolejne Mistrzostwa Europy. Na nich wystąpił we wszystkich pięciu meczach: z Czechami (1:1), Grecją (3:0), Irlandią (1:1), Holandią (0:3) i Węgrami (1:1 k. 5:6). W 2019 rozegrał jeden mecz w kadrze Belgii U-19. W latach 2019–2024 15 razy wystąpił w barwach reprezentacji Belgii U-21, strzelił dla niej 2 gole.

### Belgia
Sardella zadebiutował w seniorskiej reprezentacji Belgii 17 listopada 2024 w meczu z Izraelem (0:1).

## Statystyki

### Klubowe
(aktualne na dzień 15 lipca 2025)
| Klub               | Sezon              | Liga               | Liga  | Liga   | Puchar kraju | Puchar kraju | Europa | Europa | Suma  | Suma   |
| Klub               | Sezon              | Liga               | Mecze | Bramki | Mecze        | Bramki       | Mecze  | Bramki | Mecze | Bramki |
| ------------------ | ------------------ | ------------------ | ----- | ------ | ------------ | ------------ | ------ | ------ | ----- | ------ |
| RSC Anderlecht     | 2019/20            | Eerste klasse      | 18    | 0      | 2            | 0            | –      | –      | 20    | 0      |
| RSC Anderlecht     | 2020/21            | Eerste klasse      | 16    | 0      | 1            | 0            | –      | –      | 17    | 0      |
| RSC Anderlecht     | 2021/22            | Eerste klasse      | 5     | 0      | 1            | 0            | 2      | 0      | 8     | 0      |
| RSC Anderlecht     | 2022/23            | Eerste klasse      | 16    | 0      | 0            | 0            | 6      | 0      | 24    | 0      |
| RSC Anderlecht     | 2023/24            | Eerste klasse      | 34    | 1      | 2            | 0            | –      | –      | 36    | 1      |
| RSC Anderlecht     | 2024/25            | Eerste klasse      | 24    | 0      | 4            | 0            | 10     | 0      | 38    | 0      |
| RSC Anderlecht     | 2025/26            | Eerste klasse      | 0     | 0      | 0            | 0            | 0      | 0      | 0     | 0      |
| RSC Anderlecht     | Ogólnie            | Ogólnie            | 113   | 1      | 10           | 0            | 18     | 0      | 141   | 1      |
| RSCA Futures       | 2022/23            | Eerste klasse B    | 3     | 3      | 0            | 0            | –      | –      | 3     | 3      |
| RSCA Futures       | Ogólnie            | Ogólnie            | 3     | 3      | 0            | 0            | 0      | 0      | 3     | 3      |
| Ogólnie w karierze | Ogólnie w karierze | Ogólnie w karierze | 116   | 4      | 10           | 0            | 18     | 0      | 144   | 4      |

### Reprezentacyjne
(aktualne na dzień 15 lipca 2025)
| Reprezentacja      | Rok                | Mecze | Bramki |
| ------------------ | ------------------ | ----- | ------ |
| Belgia U-15        | 2017               | 5     | 0      |
| Ogólnie            | Ogólnie            | 5     | 0      |
| Belgia U-16        | 2017               | 4     | 0      |
| Ogólnie            | Ogólnie            | 4     | 0      |
| Belgia U-17        | 2017               | 3     | 0      |
| Belgia U-17        | 2018               | 10    | 0      |
| Belgia U-17        | 2019               | 9     | 0      |
| Ogólnie            | Ogólnie            | 22    | 0      |
| Belgia U-19        | 2019               | 1     | 0      |
| Ogólnie            | Ogólnie            | 1     | 0      |
| Belgia U-21        | 2019               | 1     | 0      |
| Belgia U-21        | 2021               | 4     | 1      |
| Belgia U-21        | 2023               | 6     | 0      |
| Belgia U-21        | 2024               | 4     | 1      |
| Ogólnie            | Ogólnie            | 15    | 2      |
| Belgia             | 2024               | 1     | 0      |
| Ogólnie            | Ogólnie            | 1     | 0      |
| Ogólnie w karierze | Ogólnie w karierze | 48    | 2      |

## Życie prywatne
Jego ojciec jest Włochem, a matka Kongijką.